# نكتة (بلاغة)
النكتة هي مسألة لطيفة أخرجت بدقة نظر وإمعان؛ من: نكت رمحه بأرض، إذا أثر فيها. وسميت المسألة الدقيقة نكتة لتأثير الخواطر في استنباطها. وهي في العامية ما القصة والأحدوثة الباعثة على الضحك. 